# Cathédrale de la Nativité-du-Christ de Volgodonsk
Cette  cathédrale n’est pas la seule cathédrale de la Nativité.
La cathédrale de la Nativité-du-Christ (en russe : Кафедральный собор Рождества Христова) est une cathédrale orthodoxe de Volgodonsk (dans l'oblast de Rostov, en Russie), siège du diocèse de Volgodonsk et Salsk érigé en 2011.

## Histoire
La construction de l’église débute le 7 mars 2001 et reprend après quelques interruptions en 2008. De 2008 à 2011, une chapelle consacrée à Saint Théodore Ouchakov est érigée sur le territoire de la cathédrale. Le 1er août 2010 l’église basse est consacrée à Séraphin de Sarov.
Fin 2010, les quatre coupoles latérales sont installées, la coupole centrale est montée début 2011.
En juillet 2011 l’église obtient le statut de cathédrale du nouveau diocèse de Volgodonsk (métropolie du Don).